# Miodusy-Inochy
Miodusy-Inochy – wieś w Polsce położona w województwie podlaskim, w powiecie siemiatyckim, w gminie Perlejewo.
Zaścianek szlachecki Junochy należący do okolicy zaściankowej Miodusy położony był w drugiej połowie XVII wieku w ziemi drohickiej województwa podlaskiego. W latach 1975–1998 miejscowość administracyjnie należała do województwa łomżyńskiego.
Wierni kościoła rzymskokatolickiego należą do parafii Przemienienia Pańskiego w Perlejewie.

## Historia
Wieś założona najprawdopodobniej w XV w. przez Junocha i początkowo nazwana Junochami. W roku 1580 w księgach podatkowych wymieniony: ślachetny Stanisław Kunicki z cześnikami swemi dał z Miodusów i Junochów, z włók ziemskich 20, po gr. 15. 
W następnych wiekach była to osada drobnoszlachecka, zamieszkana przez Mioduszewskich i inne rody szlacheckie.
W wieku XIX Miodusy Junochy. W końcu XIX w. oprócz właścicieli drobnoszlacheckich notowano tu 3 włościan. Miejscowość liczyła 15 domów i 81 mieszkańców (40 mężczyzn i 41 kobiet). Grunty pszenne, łąki, zarośla brzozowe, przy gościńcu od traktu wielkiego wojennego z Moczydów Pszczółek przez Moczydły Stare, Twarogi Lackie i Trąbnice, dalej na Drohiczyn wiodącym.
W roku 1921 w Junochach 25 domów i 108 mieszkańców, w tym 1 prawosławny i 9 Żydów.
Dopiero źródła z lat trzydziestych XX w. podają współczesną nazwę wsi. 